# پالوما کوردرو
پالوما کوردرو (انگلیسی: Paloma Cordero; زاده ۲۱ فوریهٔ ۱۹۳۷ – درگذشته ۱۱ مهٔ ۲۰۲۰) سیاست‌مدار اهل مکزیک بود. همسر میگوئل د لا مادرید و بانوی اول مکزیک از سال ۱۹۸۲ تا ۱۹۸۸ بود.
پالوما کوردرو در ۱۱ مه ۲۰۲۰، در سن ۸۳ سالگی در مکزیکو سیتی درگذشت.